# Döberkitz

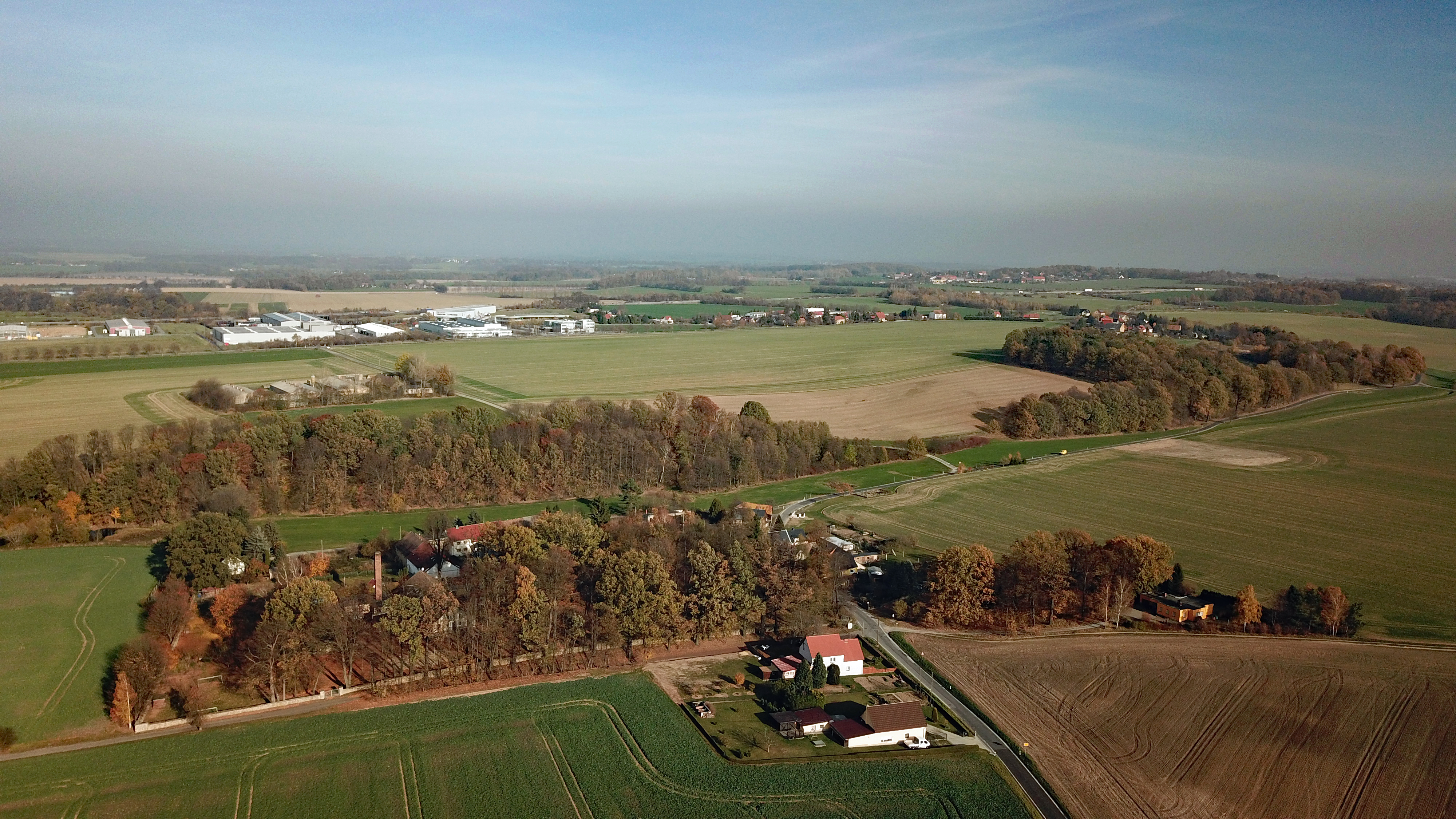
Luftbild

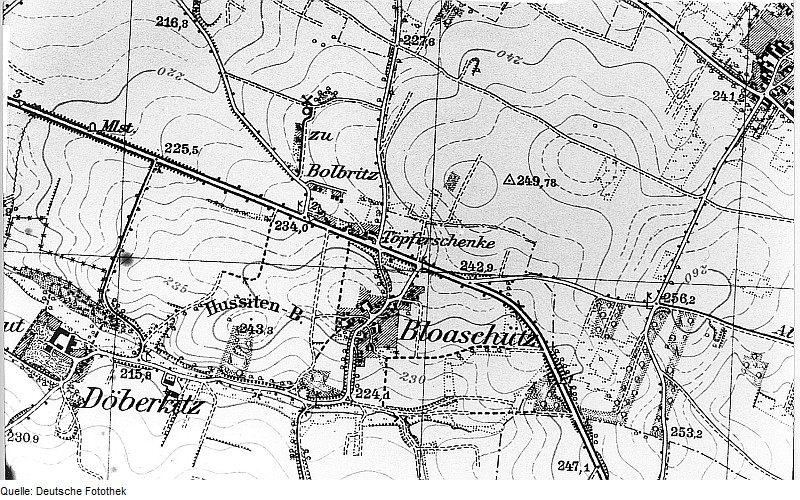
Döberkitz und Bloaschütz auf dem Messtischblatt

Döberkitz, obersorbisch Debrikecyⓘ, ist ein Ort im ostsächsischen Landkreis Bautzen und gehört seit 1999 zur Großen Kreisstadt Bautzen. Seit 2007 zählt es offiziell als Stadtteil. Es liegt in der Oberlausitz und befindet sich im Siedlungsgebiet der Sorben.

## Geografie
Der Ort befindet sich etwa sechs Kilometer westlich des Bautzener Stadtzentrums. Die Umgebung ist hügelig und wird landwirtschaftlich genutzt. Döberkitz selbst liegt im Tal eines kleinen Baches, der in westlicher Richtung dem Langen Wasser zufließt. Die beiden höchsten Erhebungen der unmittelbaren Umgebung befinden sich beiderseits des Tales – der Hussitenberg (243 m) östlich und der Hennersberg (248 m) südöstlich des Dorfes.
Döberkitz ist der Anlage nach ein kleiner Gutsweiler, der aus dem Gutshof im nördlichen Teil und einigen Wohnhäusern an der Dorfstraße besteht.
Die Nachbarorte sind Bloaschütz im Osten, Göda im Südwesten und Jannowitz im Westen.

## Geschichte
Der Ort wurde erstmals 1466 als Debreckwitz erwähnt. Im 16. Jahrhundert folgten Nennungen als Dobriketz oder Debriketz. 1580 lag die Grundherrschaft im Ort beim Rittergut Neukirch. Spätestens ab dem 17. Jahrhundert war Döberkitz selbst Sitz eines Rittergutes, welches bis ins 20. Jahrhundert bestand und die Grundherrschaft innehatte.
Von Beginn der überlieferten Geschichte des Ortes an verlief unweit westlich und südlich die administrative Grenze der Oberlausitz, da der Nachbarort Göda bereits seit 1006 unter der Verwaltung des Bistums Meißen stand. Nach der Säkularisation der Bistumsterritorien 1559 verlief hier die Staatsgrenze zwischen dem Kurfürstentum Sachsen und der böhmischen Oberlausitz. Die Grenze entfiel 1635, als auch die Oberlausitz zu Sachsen kam.
Döberkitz war seit dem 19. Jahrhundert ein Ortsteil von Bolbritz. 1969 wurde die Gemeinde Salzenforst-Bolbritz gebildet, die 1994 zunächst nach Kleinwelka und 1999 nach Bautzen eingemeindet wurde.

## Bevölkerung
Im Jahre 1834 hatte das Dorf nur 30 Einwohner; 1871 waren es bereits 44. Arnošt Muka zählte in den 1880er Jahren 55 Bewohner, davon 50 Sorben (91 %). Döberkitz liegt heute am Rand des sorbischen Kernsiedlungsgebietes. Der Anteil der Sorbisch-Sprecher im Ort ist seitdem jedoch stark zurückgegangen. So zählte Ernst Tschernik 1956 in der Gemeinde Bolbritz, zu der Döberkitz mittlerweile gehörte, einen sorbischsprachigen Bevölkerungsanteil von nur noch 26,5 %.
Die Bevölkerung ist seit der Reformation überwiegend evangelisch-lutherisch und nach Göda gepfarrt.

## Infrastruktur
Döberkitz ist durch Dorfstraßen mit seinen Nachbarorten verbunden.
Im Gutshof befindet sich seit 1983 ein Behindertenwohnheim der Diakonie.